# Conicomyces transvaalensis
Conicomyces transvaalensis är en svampart som beskrevs av R.C. Sinclair, Eicker & Morgan-Jones 1983. Conicomyces transvaalensis ingår i släktet Conicomyces, divisionen sporsäcksvampar och riket svampar.   Inga underarter finns listade i Catalogue of Life.